# Lobi, aşk, amor

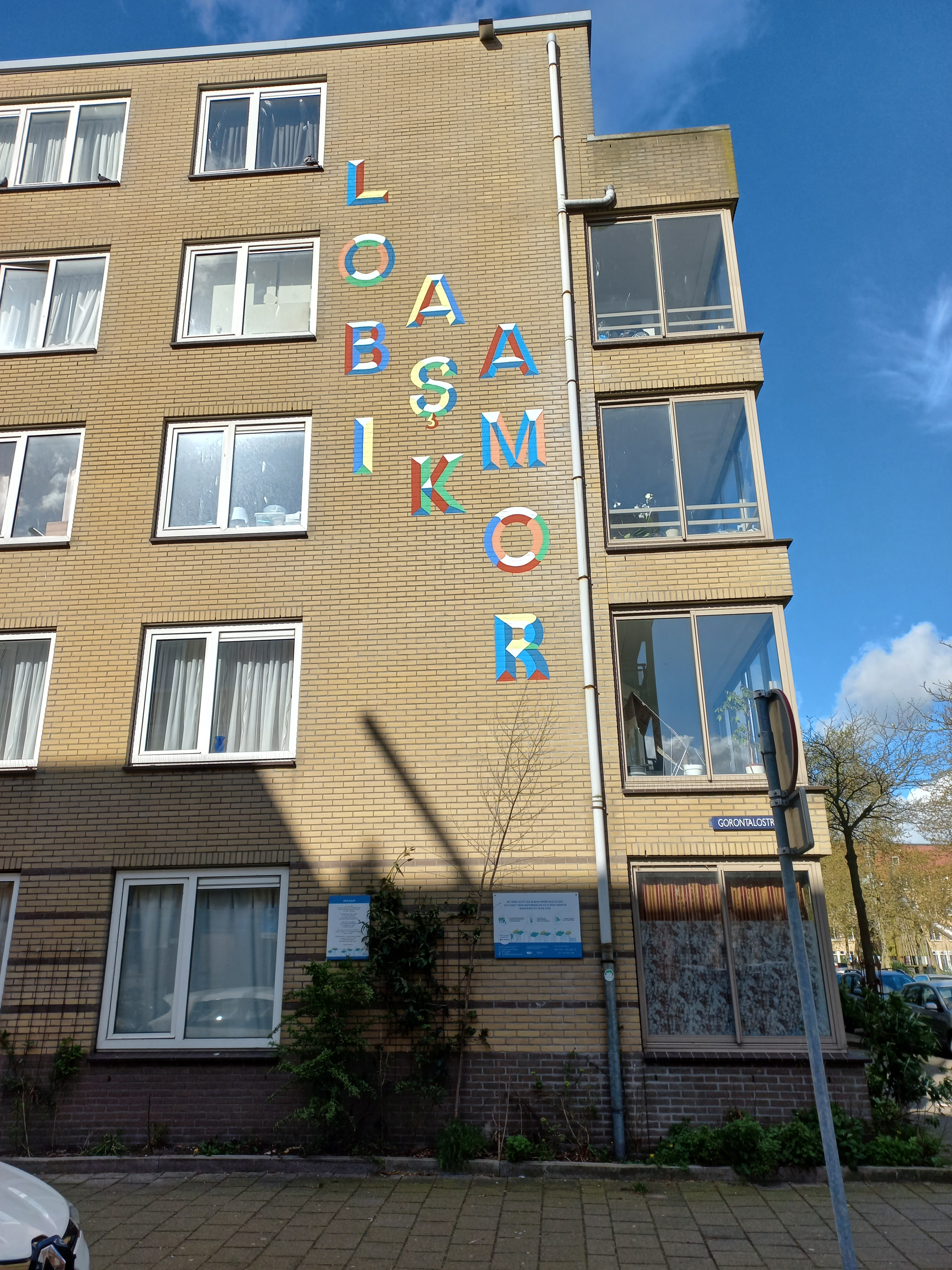
Lobi, aşk, amor (april 2024)

Lobi, aşk, amor is een artistiek kunstwerk in Amsterdam-Oost.

## Omschrijving

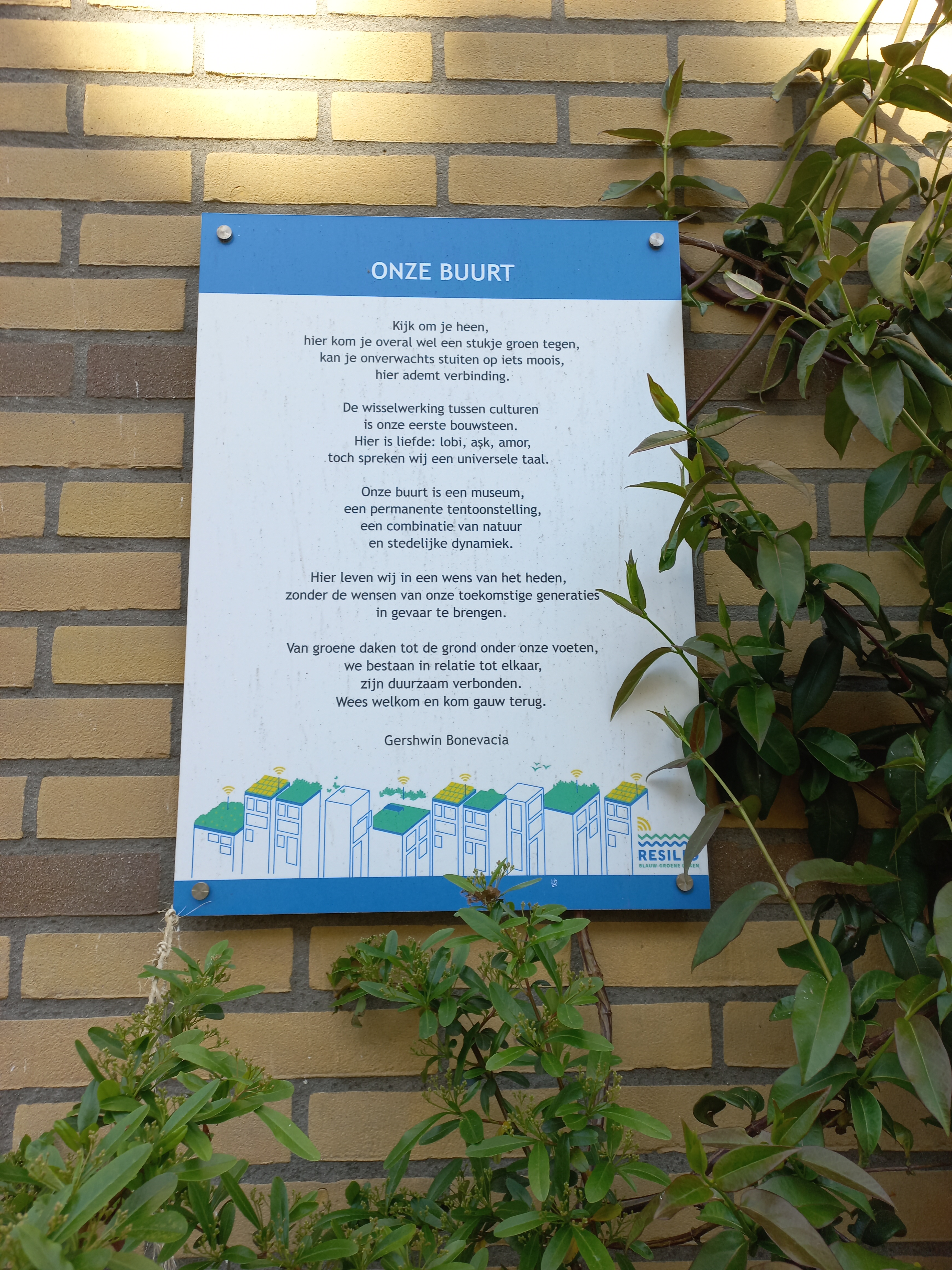
Complete tekst (april 2024)

Het bestaat uit een muurschildering aangebracht op een hoekpand aan de Makassar- en Gorontalostraat in de Indische Buurt. De drie woorden zijn door Signpainters geciteerd uit het werk van stadsdichter Gershwin Bonevacia. De muurschildering werd met verf en kwast aangebracht in oktober 2021; onder het kunstwerk is de volledige tekst op een plaquette te lezen. Deze tekst verwijst op zich weer aan het nieuwe duurzame (blauw-groen) dak, dat er omstreeks die tijd is geplaatst.
De tekst op de muur is een kruising tussen graffitipainting (kleurige afbeeldingen) en grafittiwriting (alleen grafische tekst). Lobi, aşk, amor zijn drie woorden voor liefde.